# Tres Arroyos
Tres Arroyos je město v provincii Buenos Aires v Argentině. Je centrem stejnojmenného partida. V roce 2010 ve městě žilo 46 867 obyvatel, z nichž významná část má nizozemský a dánský původ.